# Flotor

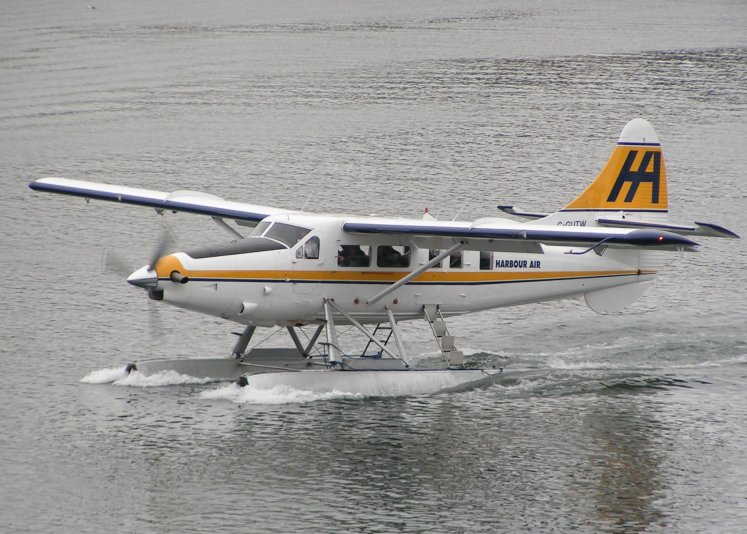
Hidroavion amerizând pe flotoare

Un flotor este un corp plutitor atașat unei plase pescărești, unui obiect ori dispozitiv lansat pe apă, spre a-i asigura plutirea sau o anumită imersiune. El reprezintă și partea principală dintr-o geamandură.
Tot flotor se numește un corp plutitor profilat aerodinamic, din lemn sau metal, închis etanș destinat plutirii și alunecarii pe apă a unui hidroavion sau a altui tip de aeronavă. 
Un alt tip de flotor este cel numit flotor indicator pentru nivelul apei. Acesta este confecționat din tablă și este prevăzut cu un fluier. La atingerea nivelului hidrostatic în foraje sau fântâni produce un fluierat de atenționare. 